# 平塚 (上尾市)
平塚（ひらつか）は、埼玉県上尾市の町名。現行行政地名は大字平塚および平塚一丁目・二丁目。住居表示未実施地区。郵便番号は362-0011。
市の統計などでは上平地区で分類されている。

## 地理
埼玉県の中央地域（県央地域）で、上尾市北東部の大宮台地上に位置する南北に長い区域を有する。北足立郡伊奈町との境界となる低地を原市沼川が流れる。その低地と台地の境界は傾斜が緩やかで不明瞭である。地区の東側を北足立郡伊奈町小室、南側を原市や二ツ宮、西側を上尾宿や上尾村、北側を菅谷や須ケ谷と隣接する。
地区内は埼玉県道5号さいたま菖蒲線を境に西側が市街化区域で準工業地域（北部や南部は工業地域）に指定され宅地化が進むが、市街化調整区域となる東側は原市沼川付近に開発の手が加えられておらず原風景を残す。北部の平塚一丁目・二丁目も市街化調整区域で、大音団地と称する住宅団地も見られるが、主に耕地整理された耕作地である。

### 地価
工業地の地価は、2018年（平成30年）1月の都道府県地価調査によれば、大字平塚字大砂2098番地1外の地点で48,4000円/m2となっている。

## 歴史
もとは江戸時代初期より存在した武蔵国足立郡上尾領に属する平塚村であった。村高は正保年間の『武蔵田園簿』では平塚村として265石余（田85石余、畑179石余）、『元禄郷帳』では上平塚村として73石余、中平塚村として155石余、下平塚村として104石余、『天保郷帳』では上平塚村として100石余、中平塚村として196石余、下平塚村として104石余であった。戸数は上平塚村は化政期で23軒、中平塚村は不明、下平塚村は1858年（安政5年）では21軒で人口は126人。村の規模は上平塚村として東西10町南北15町余、中平塚村として東西5町半、南北6町余下平塚村として東西4町、南北8町余であった。地名の由来は当地に緩やかな傾斜の塚が存在していたことに因む。
1875年（明治8年）の農業産物高は武蔵国郡村誌によると米160石、大麦372.5石、大豆20.5石、甘藷19000貫であった。
- はじめは旗本西尾氏の知行[7][注釈 2]、1618年（元和4年）に西尾氏の移封により上知され幕府領となる。
- 正保年間（1645年〜1648年）頃より岩槻藩領となる[10]。
- 1654年（承応3年）- 平塚村が上平塚村・中平塚村・下平塚村に分村する[10]。3村とも上知され、1681年（天和元年）より幕府領となる[12][13][14]。
  - 上平塚村および中平塚村は元禄年間（1688年〜1704年）より知行は旗本荒川氏[12][13]、検地は両村とも1699年（元禄12年）に実施。
  - 下平塚村は1698年（元禄11年）より知行は旗本神尾氏、宝永年間（1704年〜1711年）より知行は旗本戸田氏[14]。宝永年間に下平塚村の検地を実施。
- 幕末の時点では上平塚村・中平塚村は旗本荒川五三郎、下平塚村は旗本戸田中務の知行[16]。
- 1868年（慶応4年）6月19日 - 武蔵知県事・山田政則（忍藩士）の管轄となる。
- 1869年（明治2年） 
  - 1月13日 - 武蔵知県事・宮原忠英の管轄区域に大宮県を設置、同県の管轄となる。県庁は東京府馬喰町に置かれる。
  - 9月29日 - 県庁が浦和に置かれ浦和県に改称。
- 1871年（明治4年）11月13日 - 第1次府県統合により埼玉県の管轄となる。
- 1872年（明治5年）3月 - 大区小区制施行により第19区に属す[17][18]。
- 1873年（明治6年） - 中平塚村の宝寿院および下平塚村の花蔵院（何れも新義真言宗、観蔵院末）が廃寺となる[19]。
- 1874年（明治7年）12月28日 - 上平塚村・中平塚村・下平塚村が合併して平塚村が再び成立[20][10]。
- 1879年（明治12年）3月17日 - 郡区町村編制法により成立した北足立郡に属す。郡役所は浦和宿に設置。
- 1884年（明治17年）7月14日 - 連合戸長役場制により成立した上尾宿連合に属す。連合戸長役場は上尾宿に設置[21]。
- 1889年（明治22年）4月1日 - 町村制施行に伴い、平塚村を含む区域をもって上平村が成立[12]。平塚村は上平村の大字平塚となる。
- 1907年（明治40年） - 平塚地内にある神社7社（「神明社」・「浅間社」・「八幡社」・「六所明神」・「稲荷社」・「大六天社」・「疱瘡神社」）が氷川神社に合祀される[22]。
- 1955年（昭和30年）11月1日 - 町村合併促進法の施行に伴い、上平村が合併によって上尾町となったことに伴い[23]、上尾町の大字となる。
- 1957年（昭和32年）10月 -  地内に「埼玉県立明林学園」[注釈 3]が開園する[24]。
- 1958年（昭和33年）7月15日 - 上尾町が市制施行され[23]、上尾市の大字となる。
- 1959年（昭和34年）12月 - 地内に「じん芥焼却場」[注釈 4]が竣工する[25]。
- 1960年（昭和35年）9月1日 - 地内を通る県道が県道67号菖蒲原市大宮線（現県道5号さいたま菖蒲線）に改称される[26]。
- 1964年（昭和39年）4月 - 地内に「平塚工業団地」を造成する[25]。
- 1967年（昭和42年）3月 - 地内に「埼玉県立教育センター」（後の「埼玉県立南教育センター」）が設置される。
- 1972年（昭和47年） - 地内に「上尾自動車学校」（現ファインモータースクール上尾）が柏座[注釈 5]より移転する[27][28]。
- 1974年（昭和49年）4月 - 地内に「埼玉県立上尾東高等学校」が開校する[25]。
- 1979年（昭和54年）6月16日 - 地内に「東部浄水場」が竣工し、給水を開始する[29]。
- 1985年（昭和60年）1月21日 - 大字平塚と大字菅谷の各一部から平塚一丁目・二丁目が成立[30]。
- 1987年（昭和62年）12月1日 - 地区内に共同福祉施設「イコス上尾」がオープンする[31]。
- 1988年（昭和63年）
  - 4月29日 - 地区内に平塚公園が開園する[32]。
  - 5月 - 地内に「総合福祉センター」がオープンする[25]。
- 2000年（平成12年）
  - 3月 - 地内の「埼玉県立南教育センター」が「埼玉県立総合教育センター」に統合され閉鎖。跡地には「埼玉県警察本部分庁舎」が建設された。
  - 4月 - 地内の平塚公園隣接地に市民農園「アグリプラザ平塚」がオープンする[25]。
- 2003年（平成15年）11月21日 - 上平塚土地区画整理事業の完成に伴い換地処分が実施される[33]。これによる町名の成立や町名の変更はなし。
- 2004年（平成16年） - 
  - 7月23日 - 中平塚土地区画整理事業の完成に伴い換地処分が実施される[33]。これによる町名の成立や町名の変更はなし。
  - 月日不明 - 地内の上平塚土地区画整理事業の区域内[33]に「つかはら公園」や「つばき公園」が同年度までに整備される[34]。
- 2008年（平成20年）3月 - 上尾東高等学校が埼玉県立上尾鷹の台高等学校に統合され閉校する。
- 2009年（平成21年）4月 - 上尾東高等学校の跡地に特別支援学校、「埼玉県立上尾かしの木特別支援学校」が開校する。
- 2020年（令和2年）6月1日 - 地内の「平塚サッカー場」がリニューアルオープンする[35]。

### 存在していた小字
- 前[18]
- 下[注釈 6]
- 北の下[注釈 7]
- 西原
- 八ツ山[注釈 8]
- 谷津下[注釈 9]
- 氷川[注釈 10]
- 荒井
- 中通[注釈 11]
- 小砂
- 大砂
- 柊
- 塚越
- 松原
- 西谷
- 本村
- 大音

※ 登記簿上は今もなお存在する小字を含む。

## 世帯数と人口
2019年（平成31年）1月1日現在（上尾市発表）の世帯数と人口は以下の通りである。
| 大字・丁目 | 世帯数    | 人口    |
| ---------- | --------- | ------- |
| 大字平塚   | 2,626世帯 | 6,355人 |
| 平塚一丁目 | 103世帯   | 252人   |
| 平塚二丁目 | 178世帯   | 399人   |
| 計         | 2,277世帯 | 7,006人 |

## 小・中学校の学区
市立小・中学校に通う場合、学区（校区）は以下の通りとなる。
| 大字・丁目 | 番地 | 小学校             | 中学校             | 備考                                                                    |
| ---------- | --- | ------------------ | ------------------ | ----------------------------------------------------------------------- |
| 大字平塚   | 1〜845、846-2〜846-5、846-7〜846-9、846-11〜846-9999、848-2〜848-3、848-5〜852、853-2〜853-6、853-10、854-2〜854-9999、861-2、861-4      | 上尾市立東町小学校 | 上尾市立上尾中学校 |                                                                         |
| 大字平塚   | 846〜846-1、846-6、846-10、848〜848-1、848-4、853-1、853-7〜853-9、853-11〜854-1、855〜861-1、861-3、861-5〜2168、2444、2518-7、3501以降 | 上尾市立東小学校   | 上尾市立東中学校   |                                                                         |
| 大字平塚   | 2169〜2443、2452〜2518-2、2539-1〜3127                                                                                                   | 上尾市立上平小学校 | 上尾市立上平中学校 | 希望により東小学校もしくは上平北小学校・東中学校も可。（要 通学希望届） |
| 平塚一丁目 | 全域 | 上尾市立上平小学校 | 上尾市立上平中学校 | 希望により上平北小学校も可。（要 通学希望届）                           |
| 平塚二丁目 | 全域 | 上尾市立上平小学校 | 上尾市立上平中学校 | 希望により上平北小学校も可。（要 通学希望届）                           |

## 事業所
2021年（令和3年）現在の経済センサス調査による事業所数と従業員数は以下の通りである。
| 大字・丁目 | 事業所数  | 従業員数 |
| ---------- | --------- | -------- |
| 大字平塚   | 168事業所 | 3,145人  |
| 平塚一丁目 | 4事業所   | 22人     |
| 平塚二丁目 | 10事業所  | 78人     |
| 計         | 182事業所 | 3,245人  |

## 交通

### 鉄道
地区内に鉄道は敷設されていない。最寄り駅はJR東日本高崎線上尾駅であるが、大字平塚字大砂2098番地1外の地点よりおよそ2.8 km離れており、下記の路線バスが主要な交通手段となる。

### 道路
地区の西境付近に埼玉県道5号さいたま菖蒲線のバイパス（第二産業道路）の延伸が計画され、2020年現在、上尾蓮田線付近まで工事が進捗している。また、上尾蓮田線のバイパスや、都市計画道路上尾伊奈線の延伸も計画されている。
- 埼玉県道5号さいたま菖蒲線
- 埼玉県道150号上尾蓮田線
- 埼玉県道323号上尾環状線
- 小敷谷吉田線（はなみずき通り）
- 上尾伊奈線

### バス
上尾駅から平塚住宅周辺への路線バスが運行されている。
朝日自動車菖蒲営業所
地区内は「平塚」、「平塚住宅前」、「火の見下」、「平塚北交差点」、「浄水場前」、「原の前」、「上尾中央看護専門学校」、「西原」、「北の下」、「下平塚」、「南平塚」バス停留所が設置されている。
上尾市コミュニティバス「ぐるっとくん」
- 上平菅谷北上尾線
- 原市平塚循環

地区内は「平塚団地入口」、「みどりがおか住宅」、「上平塚」、「大音団地入口」、「上平中学校入口」、「東武浄水場東」、「中平塚」、「平塚公園」、「西原」、「総合福祉センター」、「平塚サッカー場」、「稲荷神社」バス停留所が設置されている。

## 地域

### 町内会
- 上平塚区自治会[41]
- 中平塚自治会
- 下平塚区自治会
- ビレッジハウス上尾自治会

### 寺社・史跡
- 観蔵院 - 市指定有形文化財の「木造十一面観音坐像」がある。
- 密蔵院[42] - 市指定有形文化財の「日光・月光菩薩立像」と「十二神将立像」がある。
- 氷川神社 - 平塚公園に隣接
- 稲荷神社 - 地図によっては「稲垣神社」とも

これ以外にも平塚1922番地の場所に市指定天然記念物の「くまがいそう自生地」があった。

### 公園
- 平塚公園（地区公園） - 指定緊急避難場所（地震・洪水・大規模な火事）に指定[44]。
- つばき公園
- つかはら公園
- 大砂公園
- 塚越公園
- 平塚小砂公園
- 下平塚こども広場
- 平塚サッカー場 - 指定緊急避難場所（地震）に指定。
- 平塚ゲートボール場[45]

### 施設
- 埼玉県立上尾かしの木特別支援学校（元埼玉県立上尾東高等学校） - 指定緊急避難場所（地震）、指定一般避難所（地震のみ）に指定[45]。
- 上尾中央看護専門学校
- 上尾中央医療専門学校
- 埼玉県警察本部分庁舎
- 埼玉県社会福祉事業団 あげお（旧更生施設あげお）
- 共同福祉施設イコス上尾（文化施設）
- 総合福祉センター - じん芥焼却場跡地に立地
- ファインモータースクール上尾 - 旧称上尾自動車学校[27]。上尾市で唯一の自動車教習所。
- 創価学会上尾平和会館
- 平塚ショッピングセンター
- 中平塚区民会館 - 密蔵院境内地に立地
- 下平塚区民会館
- 東部浄水場
- アグリプラザ平塚 - 市民農園
- ビレッジハウス上尾